# Michael Ludwig (Politiker, 1961)

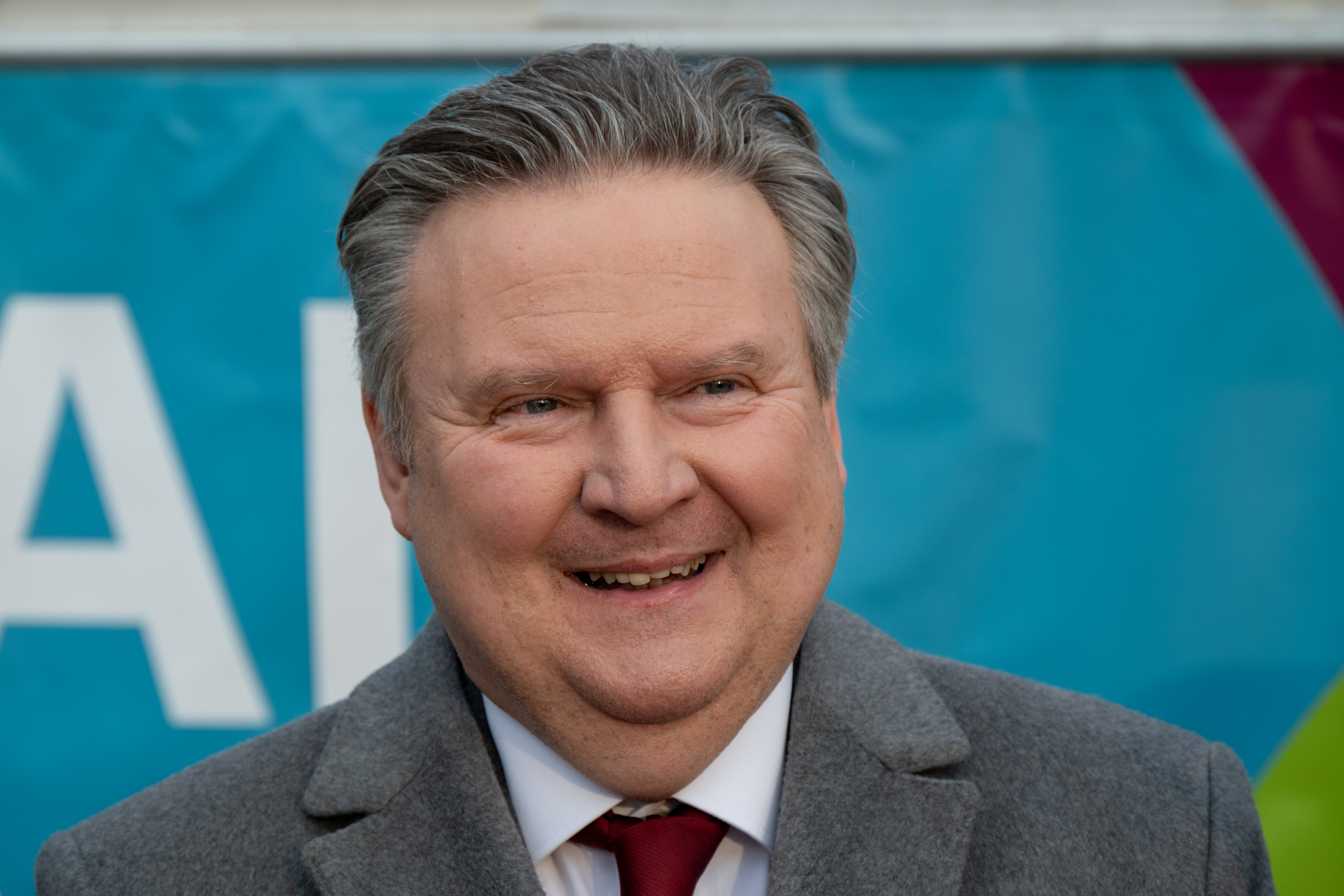
Michael Ludwig (2025)

Michael Ludwig (* 3. April 1961 in Wien) ist ein österreichischer Politiker (SPÖ) und seit 24. Mai 2018 Bürgermeister und Landeshauptmann von Wien. Seit 2018 ist er Präsident des Österreichischen Städtebundes.
Von 2007 bis 2018 war er amtsführender Wiener Stadtrat für Wohnen, Wohnbau und Stadterneuerung und zwischen März 2009 und Oktober 2010 zweiter Vizebürgermeister bzw. Landeshauptmann-Stellvertreter von Wien.

## Leben
Die Familie Ludwig lebte anfangs in Wien, im 7. Bezirk (Neubau), später, nach der Scheidung vom Vater, zog die alleinerziehende Mutter Elfi (eine Fabriksarbeiterin, die auch viele andere Arbeiten verrichtete, um den Kindern eine gute Ausbildung zu ermöglichen, da der Vater sie und die Kinder nicht unterstützte) mit dem Sohn Michael und seiner zwei Jahre jüngeren Schwester dann in den 21. Bezirk (Floridsdorf). Hier wuchs Michael Ludwig in einem Jedlersdorfer Gemeindebau auf, was ihn, wie er selbst sagt, geprägt habe. Nach Beendigung seiner Volksschulzeit in der VS Neustiftgasse besuchte Michael Ludwig von 1971 bis 1975 die Unterstufe des BGRG 8 Albertgasse. Anschließend besuchte er von 1975 bis 1980 die Handelsakademie Hamerlingplatz und schloss diese mit der Matura ab. Nach dem Präsenzdienst von 1981 bis 1982 absolvierte er das Studium der Politikwissenschaft und Geschichte an der Universität Wien und wurde 1992 mit einer Dissertation über die DDR-Staatspartei SED zum Dr. phil. promoviert. Von 1984 bis 1986 war er Kurs- und Projektleiter in der Erwachsenenbildung, von 1986 bis 1991 Pädagogischer Assistent an einer Wiener Volkshochschule. 1991 wurde er Landesstellenleiter des Dr.-Karl-Renner-Instituts Wien und Bildungssekretär der SPÖ Wien. Ab 1995 war er Vorsitzender des Verbands Wiener Volksbildung und Vizepräsident der Österreichischen Volkshochschulen, seit 2008 ist er ehrenamtlicher Aufsichtsratsvorsitzender der Wiener Volkshochschulen GmbH. Außerdem ist Ludwig Vorsitzender der Stiftung Bruno-Kreisky-Archiv. Er nennt Bruno Kreisky sein politisches Vorbild. Sein Lebensmotto: „Durch das Reden kommen die Leute zusammen.“
Im August 2018 heiratete Ludwig seine langjährige Lebensgefährtin Irmtraud Rossgatterer.

## Politische Laufbahn
Seine Laufbahn in der Wiener Kommunalpolitik begann Michael Ludwig von 1994 bis 1995 als Bezirksrat in Floridsdorf. Zwischen 1996 und 1999 war er als Vertreter Wiens Mitglied des österreichischen Bundesrats, 1999 wechselte er als Abgeordneter in den Wiener Landtag und Gemeinderat, bei der Umbildung der Wiener Stadtregierung wurde er am 22. Jänner 2007 zum amtsführenden Stadtrat für Wohnen, Wohnbau und Stadterneuerung ernannt. Er folgte damit Werner Faymann nach.
Nach dem Rücktritt von Grete Laska wurde Ludwig am 26. März 2009 zweiter Vizebürgermeister der Stadt Wien und Landeshauptmann-Stellvertreter. Diese Funktionen nahm nach der Gemeinderatswahl 2010 am 10. Oktober 2010 Maria Vassilakou von den Grünen ein.
2010 übernahm Ludwig den Vorsitz in der SPÖ Floridsdorf von Kurt Eder. Am 28. Mai 2011 wurde er am Landesparteitag der SPÖ Wien zu einem von fünf stellvertretenden Vorsitzenden gewählt. Am außerordentlichen Landesparteitag der SPÖ Wien am 27. Jänner 2018 wurde er bei einer Kampfabstimmung gegen Andreas Schieder mit 57 Prozent der Delegiertenstimmen zum Nachfolger Michael Häupls als Vorsitzender der SPÖ Wien gewählt.
Er war neben Andreas Schieder einer der potenziellen Nachfolger von Michael Häupl als Bürgermeister von Wien. Ludwig soll insbesondere Unterstützung von Vertretern der Wiener SPÖ in den großen Wiener Flächenbezirken Floridsdorf und Donaustadt gehabt haben. Im Vorfeld der Nationalratswahl in Österreich 2017 sprach sich Ludwig gegen eine mögliche rot-blaue Koalition aus, da seiner Meinung nach die inhaltlichen Schnittmengen zu gering waren.
Am 24. Mai 2018 übernahm er als Nachfolger Häupls das Amt des Wiener Bürgermeisters und wurde am 29. Mai 2018 vom Bundespräsidenten als Landeshauptmann von Wien angelobt und führte damit Landesregierung und Stadtsenat Ludwig I an. Nach der Landtags- und Gemeinderatswahl in Wien 2020 führt er auch Landesregierung und Stadtsenat Ludwig II an. Bereits seit 27. Jänner 2018 ist er Landesparteiobmann der SPÖ Wien. Am 7. Juni 2018 wurde er als Nachfolger von Michael Häupl zum Präsidenten des Österreichischen Städtebundes gewählt.
Als eines seiner wichtigsten Projekte in Landesregierung und Stadtsenat Ludwig I bezeichnete Ludwig selbst den Campus der Religionen, der eine Friedensbotschaft Wiens an die ganze Welt darstelle. Nach dem Terroranschlag vom 2. November 2020 erneuerte Ludwig den Anspruch Wiens als Stadt des friedvollen und respektvollen Miteinanders und des sozialen Zusammenhalts.
Am 11. Oktober 2020 erreichte Michael Ludwig bei den Landtags-, Gemeinderats- und Bezirksvertretungswahlen in Wien 41,62 % für die SPÖ Wien und legte damit im Vergleich zu den Wahlen 2015 um 2,03 %-Punkte zu. Trotz des Stimmenzugewinns bei seinem Koalitionspartner, den Grünen Wien, entschied sich Michael Ludwig für eine Koalition mit der liberalen Partei NEOS Wien, die bei diesen Wahlen 7,47 % erreichte. Am 17. November 2020 wurde die Fortschrittskoalition einer sozial-liberalen Regierung präsentiert, die erste dieser Konstellation in Österreich. Die SPÖ Wien hat dabei das Bildungsressort NEOS überlassen und hält selbst sechs Stadträte, personell identisch mit Landesregierung und Stadtsenat Ludwig I. Ludwig selbst nennt seine Regierungsmannschaft „Die Wiener Melange“.
Im Oktober 2023 gab Michael Ludwig seinen Rückzug aus den Bundesgremien der SPÖ bekannt. Von politischen Gegnern und Medien wird dieser Schritt häufig als Signal der Ablehnung des neuen sozialdemokratischen Bundesvorsitzenden Andreas Babler gewertet, Ludwig selbst bestreitet deutlich diese Interpretation.
Am 27. April 2025 erreichte Michael Ludwig als Spitzenkandidat bei den Landtags-, Gemeinderats- und Bezirksvertretungswahlen in Wien 39,38 % für die SPÖ und verlor damit zu 2020 2,24 %-Punkte. Trotz des bei Landtagswahlen in Wien zweitschlechtesten Ergebnisses seit 1945 blieb die SPÖ damit die mit großem Abstand stimmenstärkste Partei. Am 13. Juni wurde Ludwig in der Wiener Hofburg von Bundespräsident Alexander Van der Bellen erneut als Landeshauptmann angelobt. Überschattet wurde die Zeremonie vom Amoklauf in Graz. Ludwig plädierte dafür, die Waffengesetzgebung zu überdenken und stärker auf die psychische Situation von Kindern und Jugendlichen einzugehen.

## Politische Arbeit
In die Amtszeit von Ludwig als Wiener Wohnbaustadtrat fallen mehrere Maßnahmen, die auf die Stärkung der Gemeinschaft im Wohnumfeld abzielen. Er initiierte die Serviceeinrichtungen „wohnpartner“ und „wohnpartner unterwegs“ bzw. „Ordnungsberater“. Für die Umsetzung eines modernen Wiener Hausbesorger-Modells zeichnete er sich ebenfalls verantwortlich. Seit seiner Angelobung verschrieb er sich dem Schutz der Wiener Gemeindebauten vor Privatisierung.
In seine erste Amtszeit fiel die neue Wiener Sanierungsverordnung 2009, in die zweite die neue Wiener Bauordnung 2014, u. a. mit einer Lockerung der Stellplatzverpflichtung, Erleichterungen bei Balkonen und Aufzügen sowie beim Dachgeschoßausbau. Ludwig ist Initiator des Wiener SMART-Wohnbauprogramms (Wohnungen mit besonders kostengünstigen Eigenmittelbeiträgen und Mieten) sowie der Wiener Wohnbauinitiative (ein Modell für zusätzliche kostengünstige Neubauleistung). Er fordert außerdem ein neues bundesweites Mietrecht inklusive Regelungen für mehr Transparenz.
Die italienischen Buchautoren Rita Monaldi und Francesco Sorti veröffentlichten 2012 in der Zeitung Augustin eine teilweise auf einen echten Fall bezogene Häuslbauer-Farce in fünf Teilen, in der Michael Ludwig unter dem Namen Ludwig van Beton dargestellt wird.
Im September 2024 führte er das Schulgruppenticket für die Wiener Pflichtschulen ein.

## Kritik
Mit der Enthüllung einer 1,5 m hohen Büste aus Beton am 10. Feber 2022 im Rathauspark, die Michael Ludwig als „Beton-Bürgermeister“ darstellt, drückten Vertreter der „Lobau-bleibt“-Bewegung, darunter Fridays for Future und Greenpeace, ihren Unmut über Ludwigs Beharren auf dem Bau der vierspurigen Stadtstraße aus.

## Auszeichnungen
- 2023: Goldenes Ehrenzeichen der Stadt Ternitz[23]